# Росляков, Андрей Григорьевич
Андрей Григорьевич Росляков (9 октября 1927, Тамбовка, Дальневосточный край — 24 декабря 2015, Хабаровск) — советский и российский хирург, ректор ХГМИ (1972—1994); член-корреспондент АМН СССР (1986), РАМН (1991), РАН (2014).

## Биография
Родился 9 октября 1927 года в селе Тамбовка (ныне — Амурской области).
Участник советско-японской войны.
В 1954 году окончил Хабаровский государственный медицинский институт (сейчас это — Дальневосточный государственный медицинский университет) и Ленинградский институт имени П. Ф. Лесгафта (заочно).
В молодости увлекался конькобежным спортом, являлся чемпионом Хабаровского края по конькобежному многоборью.
С 1954 года — работал в Хабаровском государственном медицинском институте, где прошел путь от ординатора на кафедре факультетской хирургии ХГМИ (1954—1957), ассистента (1957—1964), доцента той же кафедры, до декана педиатрического факультета (1964—1972), и ректора института (1972—1994), а с 1994 года до конца жизни — профессор-консультант.
В 1963 году — защитил кандидатскую, а в 1972 году — докторскую диссертацию.
В 1986 году — избран членом-корреспондентом АМН СССР.
В 1991 году — стал членом-корреспондентом РАМН.
В 2014 году — стал членом-корреспондентом РАН (в рамках присоединения РАМН и РАСХН к РАН).
Умер 24 декабря 2015 года.
В сентябре 2019 года на здании университета была открыта мемориальная доска.

## Научная деятельность
Вел исследования в следующих областях: патология органов пищеварительной системы, артериальная гипертония и нагноительные заболевания легких и плевры.
Кафедра, которой руководил А. Г. Росляков вела исследования в областях: хирургическое лечение симптоматических гипертоний, пороков сердца и аритмий, нагноительных заболеваний легких и плевры, желудочно-кишечного тракта, вопросы анестезиологии и реаниматологии.
Автор более 120 научных работ, в том числе 3 монографий: «Последствия обширной резекции кишечника» (1954), «К эпидемиологии рака желудка на Дальнем Востоке — регионе интенсивного освоения» (1984), «Неотложная релапаротомия» (1989).

## Награды
- Орден Трудового Красного Знамени (1980)
- Орден «Знак Почёта» (1989)
- Орден Отечественной войны II степени (1995)
- Медаль ордена «За заслуги перед Отечеством» II степени
- Заслуженный деятель науки Российской Федерации
- Почётный профессор ДВГМУ